# Saint-Brevin-les-Pins
Saint-Brevin-les-Pins is een gemeente in het Franse departement Loire-Atlantique (regio Pays de la Loire). De plaats maakt deel uit van het arrondissement Saint-Nazaire. Saint-Brevin-les-Pins telde op 1 januari 2022 14.645 inwoners.

## Geografie
De oppervlakte van Saint-Brevin-les-Pins bedroeg op 1 januari 2022 19,29 vierkante kilometer; de bevolkingsdichtheid was toen 759,2 inwoners per km².

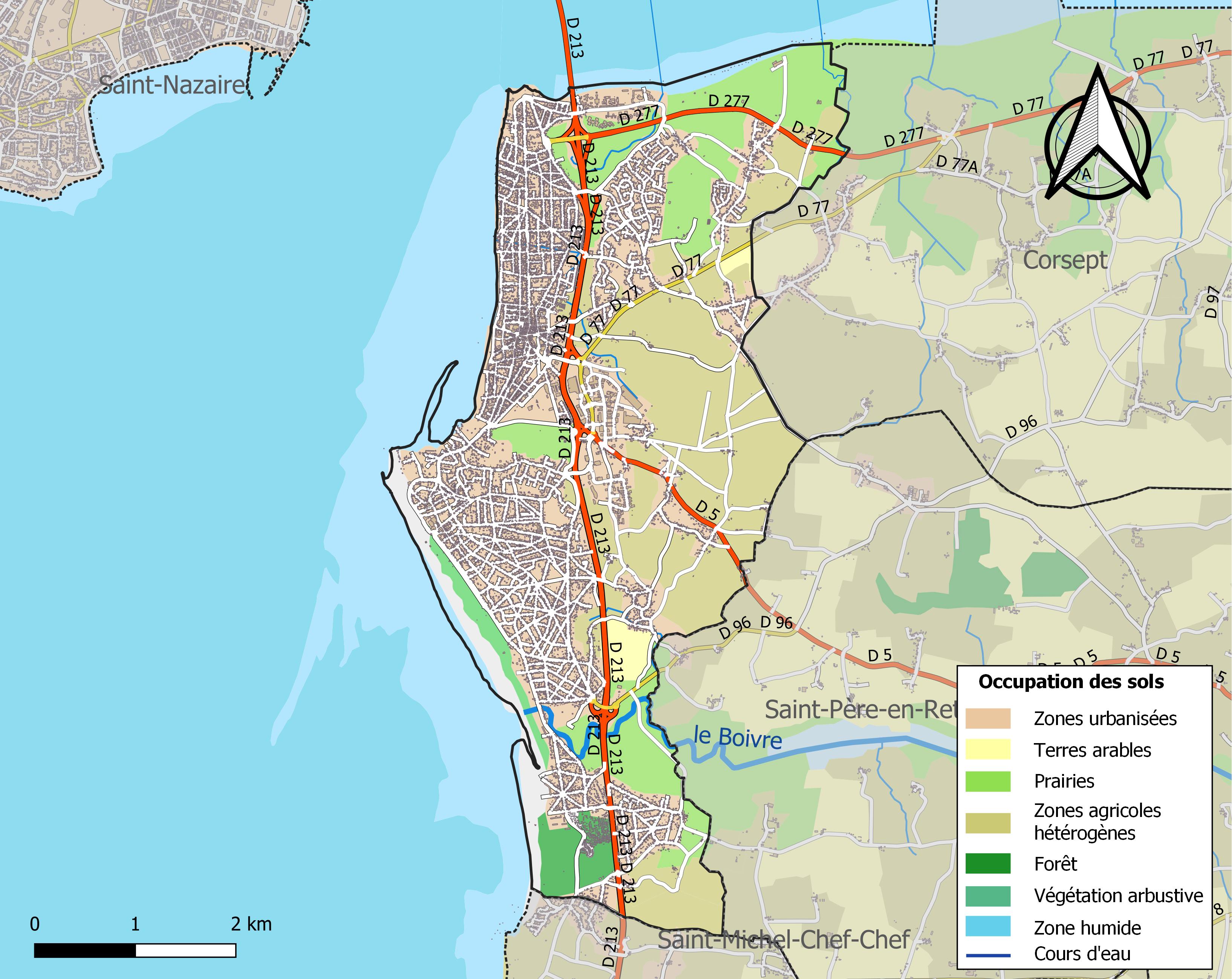
Kaart van de gemeente met de belangrijkste infrastructuur, bodemgebruik en omliggende gemeenten

## Demografie
Onderstaande figuur toont het verloop van het inwonertal (bron: INSEE-tellingen).